# Venio Losert
Venio Losert (Slavonski Brod, Croacia, 25 de julio de 1976) fue un jugador de balonmano croata. Jugó en la posición de portero. En España, jugó en el Garbel Zaragoza (99/00), Club Balonmano Cantabria (2000/01), BM Granollers (2001/04), Portland San Antonio (2004/05), Fútbol Club Barcelona (balonmano) y en el Ademar León.
Losert fue miembro de la selección croata que ganó la medalla de oro en los Juegos Olímpicos de Atenas 2004 y Atlanta 1996.
En los Juegos Olímpicos de 2012 en Londres, fue el abanderado de la ceremonia inaugural por parte de Croacia.

## Equipos
- RK Zagreb (-1999)
- Garbel Zaragoza (1999-2000)
- Teka Cantabria (2000-2001)
- BM Granollers (2001-2004)
- Portland San Antonio (2004-2005)
- Club Balonmano Cangas (2005-2006)
- FC Barcelona (2006-2009)
- US Créteil HB (2009-2010)
- Ademar León (2010-2012)
- KIF Kolding (2012-2013)
- KS Vive Targi Kielce (2013-2014)
- Montpellier HB (2014-2015)

## Palmarés

### Campeonato del Mundo
- Medalla de plata en el Campeonato del Mundo de 1995
- Medalla de oro en el Campeonato del Mundo de 2003
- Medalla de plata en el Campeonato del Mundo de 2005
- Medalla de plata en el Campeonato del Mundo de 2009

### Juegos Olímpicos
- Medalla de oro en los Juegos Olímpicos de 1996
- Medalla de oro en los Juegos Olímpicos de 2004
- Medalla de bronce en los Juegos Olímpicos de 2012